# Kislovodsk
Kislovodsk (în rusă Кисловодск) este un oraș din regiunea Stavropol, Federația Rusă și are o populație de circa 130 mii de locuitori. Este una din cele mai importante stațiuni balneare din Caucazul de Nord, renumit pentru apele sale curative. 